# Cristoforo Ivanovich
Cristoforo Ivanovich (in montenegrino Krsto Ivanović; Budua, 1620 – Venezia, 6 gennaio 1688) è stato un librettista, poeta e storico italiano.

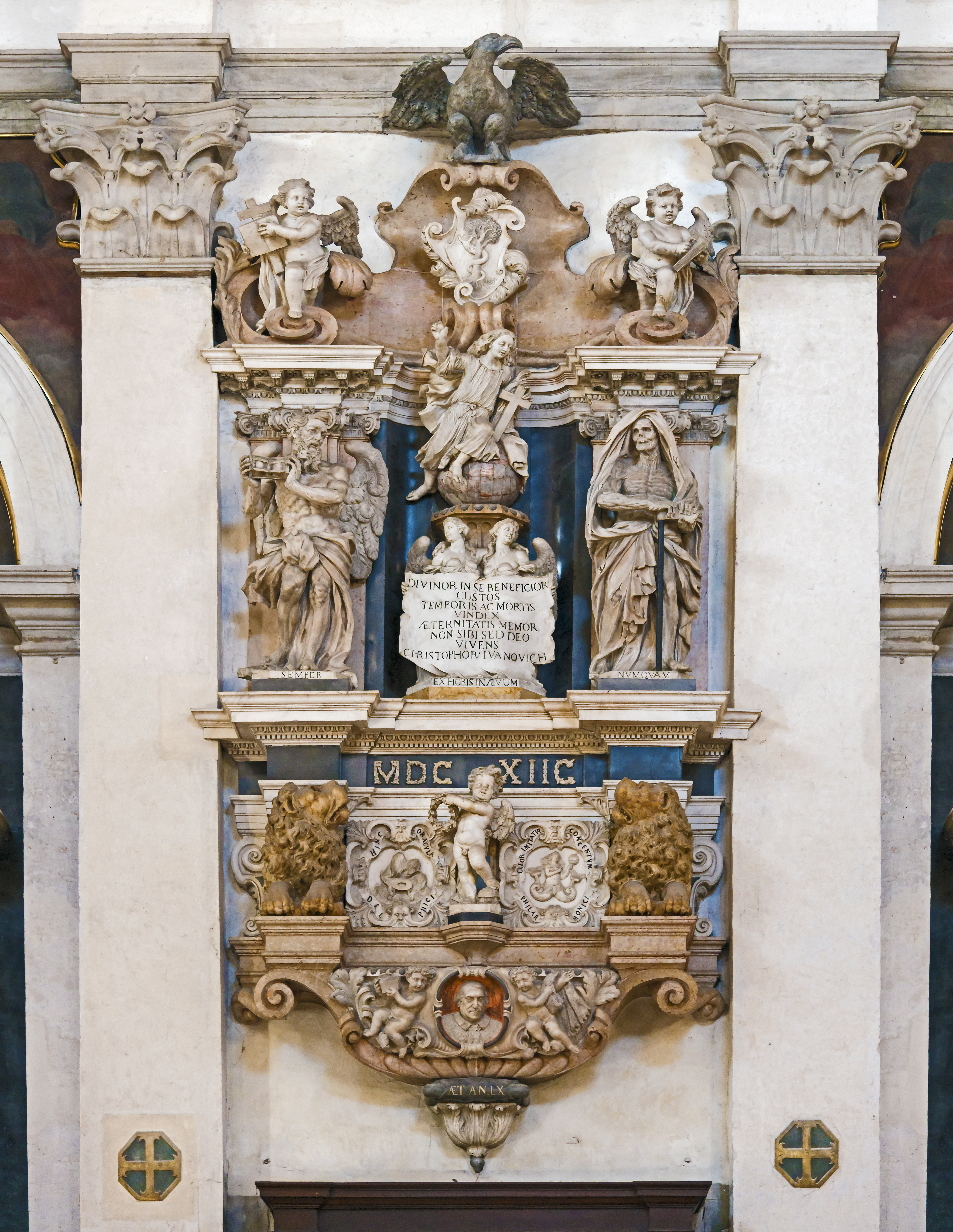
Monumento funerario, opera di Marco Beltrame

Fu il primo storico a occuparsi dell'opera veneziana.

## Vita
Discendente da una famiglia di antica origine dalmata, giunse a Verona verso il 1655, dove fu membro dell'Accademia Filarmonica e dell'Accademia dei Temperati.
Nel 1657 si stabilì a Venezia, città in cui rimase per tutta la vita. Ivi diventò segretario di Leonardo Pesaro, Procuratore di San Marco e successivamente, nel 1676, fu nominato canonico della Basilica di San Marco.
Dal 1663 egli scrisse parecchi libretti per opere che furono rappresentate nei teatri di Venezia, Vienna e Piacenza. Accanto all'attività librettistica si occupò anche di catalogare tutte le rappresentazioni operistiche tenute nella città lagunare dal 1637 al 1687 nel suo trattato Le memorie teatrali di Venezia. Tutte le sue composizioni erano scritte in italiano.
Nella chiesa di San Moisè a Venezia c'è un monumento funerario, opera di Marco Beltrame.

## Libretti
Quasi tutti i suoi libretti sono drammi per musica; l'anno si riferisce alla prima rappresentazione.
- L'amor guerriero (musicato da Pietro Andrea Ziani, 1663)
- La Circe (musicato da Pietro Andrea Ziani, 1665); musicato da Domenico Freschi, 1679)
- Coriolano (musicato da Francesco Cavalli, 1669)
- La costanza trionfante (musicato da Gian Domenico Partenio, 1673; musicato da Bernardo Pasquini come Dov'è amore è pietà, 1679)
- Lisimaco (musicato da Giovanni Maria Pagliardi, 1673)
- L'africano trionfo di Pompeo (1678)
- La felicità regnante (serenata, 1681)